# Édouard d'Anglemont
Pour les articles homonymes, voir Anglemont (homonymie).
Édouard d’Anglemont, né Édouard Hubert Scipion Delahaye d'Anglemont le 28 décembre 1796 à Pont-Audemer et mort le 22 avril 1876 à Paris 8e, est un auteur dramatique, librettiste et poète romantique français.

## Biographie
Fils du commissaire de la Marine d’Anglemont, d’Anglemont obtient également, après avoir terminé ses études, un emploi dans l’administration de la Marine. Fervent légitimiste, comme son père, il débute en 1825 avec ses Odes légitimistes et un poème en quatre chants intitulé Berthe et Robert. La même année, il fait encore imprimer une comédie en un acte, en vers, Le Cachemire, avec Lesguillon, et un opéra, Tancrède, pour l’inauguration à l’Odéon de la musique de Rossini. Cet opéra, retardé par un fâcheux concours de circonstances[pas clair], ne fut finalement pas joué.
En 1829, il publie un recueil en vers de Légendes françaises, suivi en 1833 de Nouvelles légendes françaises. En 1830, il adresse au peuple de Paris une pièce de vers intitulée Dix-huit octobre. En 1832, il écrit en collaboration avec Théodore Muret le drame de Paul Ier, et, seul, un volume intitulé le Duc d’Enghien, histoire-drame.
On lui doit encore l’Ouverture de la chasse aux environs de Paris dans les Cent et un de Pierre-François Ladvocat, mais c’est en 1835 qu’il renoue avec le succès public et critique avec le recueil de vers des Pèlerinages contenant des descriptions très intimes des châteaux de Chantilly, de Pau, de Chenonceau, des arènes de Nîmes, de Fontaine-de-Vaucluse et de la basilique Saint-Denis. et quelques autres recueils de poésies de salon dans le genre semi-religieux.
Il se fit quelque réputation par ses lauriers académiques, étant couronné environ six fois en 15 ans, dont le prix Lambert 1867 et le prix Maillé-Latour-Landry 1874 de l’Académie française.

## Œuvres
- La Pacification de l’Espagne, ode, 1823
- Nouveau Chant français, 1823
- Louis XVIII, ode, 1824
- Odes légitimistes, 1825
- Berthe et Robert, poème en quatre chants, 1827
- Le Duc d’Enghien, 1832
- Pèlerinage, 1835
- Westminster et le château de Windsor, 1838
- Les Euménides, 1840
- Sainte-Hélène et les Invalides, 1840
- Amours de France, 1841
- Roses de Noël, 1860
- Les Pastels dramatiques, 1869
- Résurrection de la Colonne, 1872
- Voix d'Arain, 1875
- La Horde bonapartiste, 1875

Théâtre
- Le Cachemire, comédie en un acte et en vers, avec Jean-Pierre Lesguillon et Jean-Joseph Ader, Paris, Théâtre de l'Odéon, 16 décembre 1826
- Tancrède, opéra en 3 actes, avec Jean-Pierre Lesguillon, musique de Rossini arrangée par Lemière de Corvey, Paris, Théâtre de l'Odéon, 7 septembre 1827
- Paul Ier, drame historique en 3 actes et en prose, avec Théodore Muret, Paris, Théâtre de l'Ambigu-Comique, 27 décembre 1831

Textes en ligne
- Louis XVIII
- Berthe et Robert, poème en quatre chants
- Résurrection de la Colonne
- Sainte-Hélène et les Invalides
- Westminster et le château de Windsor
- Nouveau Chant français
- La Pacification de l’Espagne
- La Horde bonapartiste
- Tancrède, opéra en 3 actes

## Pour approfondir